# Leo Schrell
Leo Schrell (* 5. Juni 1957 in Höchstädt an der Donau) ist ein ehemaliger deutscher Kommunalpolitiker (Freie Wähler).

## Leben
Schrell war von 1990 bis 2004 Bürgermeister der Gemeinde Buttenwiesen. Durch den überraschenden Tod von Anton Dietrich am 22. April 2004 war im Landkreis Dillingen an der Donau der Landrat neu zu wählen. Schrell, seit seiner Bürgermeisterwahl CSU-Mitglied, wechselte nach einer parteiinternen Niederlage gegen Georg Winter zu den Freien Wählern. Auf deren Wahlvorschlag setzte er sich bereits im ersten Wahlgang mit 53,5 Prozent der Stimmen gegen Winter (29,7 Prozent), Bernd Steiner (SPD, 14,6 Prozent) und Hermann Mack (REP, 2,1 Prozent) durch.
Bei der Landratswahl 2010 wurde er mit 83,67 Prozent der Stimmen wieder gewählt; weitere Bewerberin war Bettina Merkl-Zierer (Grüne). Auch die Bewerbung um eine zweite Wiederwahl war erfolgreich: am 6. März 2016 erreichte er 84,74 % der Stimmen; auf seinen Mitbewerber Hermann Mack (REP) entfielen 15,26 %. Die Wahlbeteiligung lag bei nur 39,71 %. Die dritte Amtszeit begann am 13. Juli 2016. Sie endete im Juli 2022 mit dem Antritt seines Nachfolgers Markus Müller; Schrell stand nicht mehr zur Wahl.
Schrell war als Landrat auch Aufsichtsratsvorsitzender der Kreiskliniken Dillingen-Wertingen. Während seiner Amtszeit stiegen die Defizite von ursprünglich weniger als einer Million auf fast 10 Millionen Euro pro Jahr. Dies führte dazu, dass im Jahr 2022, kurz nach Schrells Ausscheiden, der erste Nachtragshaushalt in der Geschichte des Landkreises beschlossen werden musste um eine Zahlungsunfähigkeit zu vermeiden.
Leo Schrell ist verheiratet und wohnt im Lutzinger Ortsteil Unterliezheim.

## Ehrungen und Auszeichnungen
Am 2. Dezember 2022 erhielt er von Landtagspräsidentin Ilse Aigner den Bayerischen Verfassungsorden.

## Belege
1. ↑  Ergebnis Landratswahl 2004 im Bericht zum 50. Geburtstag
2. ↑  Stadtzeitung zur Landratswahl 2016
3. ↑  Wahlergebnis 2016 auf der Internet-Seite des Landkreises
4. ↑  Markus Müller gewinnt Landratswahl im Landkreis Dillingen – Landratsamt Dillingen. Abgerufen am 15. November 2022.
5. ↑  Berthold Veh: Die Kreiskliniken Dillingen-Wertingen brauchen dringend eine Geldspritze. Abgerufen am 23. Juni 2023.
6. ↑  Benjamin Reif: Der Landkreis Dillingen braucht in den nächsten Jahren 119 Millionen Euro. Abgerufen am 28. Juli 2023.
7. ↑  Verleihung des Bayer. Verfassungsordens 2022, abgerufen am 2. Dezember 2022

| Personendaten    | Personendaten                              |
| ---------------- | ------------------------------------------ |
| NAME             | Schrell, Leo                               |
| KURZBESCHREIBUNG | deutscher Kommunalpolitiker (Freie Wähler) |
| GEBURTSDATUM     | 5. Juni 1957                               |
| GEBURTSORT       | Höchstädt an der Donau                     |